# 田口禎則
田口 禎則（たぐち よしのり、1965年9月14日 - ）は、日本のサッカー選手、サッカー指導者、政治家。埼玉県浦和市（後のさいたま市浦和区）出身。息子の田口翔太郎もサッカー選手であり、関東サッカーリーグのさいたまサッカークラブに所属している。

## 来歴

### サッカー関係者として
浦和市立岸中学校から浦和市立南高等学校（後のさいたま市立浦和南高等学校）へ進学。高校時代は大型フォワードとして注目され、2年時の全国高等学校サッカー選手権大会ではベスト8進出に貢献し 大会優秀選手に選出された。卒業後の1985年に筑波大学体育専門学群へ進学し蹴球部に入部。大学の同期には伊達倫央、鋤柄昌宏、山本富士雄らがいる。大学時代にセンターバックへコンバートされレギュラーを獲得すると、3年時から4年時にかけて関東大学サッカーリーグ戦連覇、4年時に関東選手権優勝、総理大臣杯優勝に貢献。また1988年には鋤柄や、大学の1学年下の井原正巳や中山雅史と共に日本B代表に選ばれAFCアジアカップ1988予選に出場した。
1989年、大学卒業後に全日本空輸に入社し、全日空サッカークラブ（横浜フリューゲルスの前身）へ加入。1990年に日本サッカーリーグ選抜に選出され、1月22日に行われたバイエルン・ミュンヘン戦に出場した。日本代表としても同年8月のダイナスティカップやアジア競技大会、1991年のキリンカップサッカーの代表メンバーに選出され、国際Aマッチの出場はなかったが国際Cマッチ3試合に出場した。一方、同年10月16日に行われたコニカカップで審判への暴行事件を起こし1年間の出場停止処分を受けた。後に処分は7か月間に軽減され全日空サッカークラブの後身である横浜フリューゲルスに1シーズン在籍した。
1993年、Jリーグ開幕の際にはサンフレッチェ広島へ移籍したが、開幕前のキャンプで故障し出場機会を得ることが出来ず、同年7月7日に行われたガンバ大阪戦の後半終了直前にゴール前でG大阪のGK本並健治と交錯した際、本並の腹部を蹴りあげて腎臓を破裂させ、全治6か月の重傷を負わせた。試合は、延長開始直後に広島がVゴールを決めて終了したが、「仮に延長戦が続いていたら本並は助からなかっただろう」と診断されたほどの大怪我だった。本並は、選手生命は疎か命の危機に晒されることとなった。後日ことの大きさを問題視した広島側は試合映像等で確認した。その結果不可抗力での事故であるとチーム内での確認及びJリーグへの報告を行った。
1994年、故郷の浦和レッドダイヤモンズに移籍。プレシーズンマッチのベルマーレ平塚戦ではヘディングで先制点を決める活躍を見せたが、サントリーシリーズ開幕戦の横浜マリノス戦ではラモン・ディアスを背後から倒し退場処分を受け、第3節のジェフユナイテッド市原戦では城彰二への危険なタックルなどで前半32分までに二度の警告を受け退場処分となり、、2試合の出場停止処分を科せられた。さらに21節では累積警告が3となり、3試合の出場停止処分を科せられた。田口はシーズンを通算6試合の退場処分を受け、チームやサポーターの信頼を失った。
1995年、ホルガー・オジェックが監督に就任すると意識改革に成功。フィジカルの強さを生かしながら反則を犯さずに相手からボールを奪取するクリーンなプレーが可能となり、サントリーシリーズでの上位進出の原動力となった。一方、ニコスシリーズ第9節の横浜M戦から3連敗を喫すると同年9月23日の名古屋グランパスエイト戦後にサポーターへの暴行事件を引き起こし、4ヶ月の出場停止処分を受けた。埼玉県内のリハビリ施設や養護施設でのボランティア活動を経て、復帰後はオジェックの下で再び出場機会を得てギド・ブッフバルトやバジール・ボリと共に堅固な守備陣を形成した。
その後は怪我により約2年間戦列を離れ、復帰戦となった1998年10月3日のアビスパ福岡戦の55分にピッチに立つと82分までに2度の警告を受け退場処分を受けた。この試合を最後に同年限りで現役を引退した。
2001年から、さいたまレイナスFC（現、浦和レッドダイヤモンズ・レディース）で女子サッカーの監督に就任。2004年度のL1リーグ初優勝に導くが、翌年の浦和レッドダイヤモンズ・レディースへの組織変更に伴って退任した。
その後、なでしこリーグ実行委員会委員長と専務理事に就任。リーグのトップとして、国際女子サッカークラブ選手権の創設（2012年）や、2シーズン制の導入となでしこリーグカップの廃止（2014年）、2015年からの3部リーグ制の導入を決定するなどした。2014年7月、ASエルフェン埼玉の主催試合において、医師資格を持たない整体師がマッチドクターとして置かれていたことが発覚、さらに9月にはジェフ千葉レディース総監督の上村崇士によるセクハラ問題が起こるなどリーグの不祥事が相次ぎ、9月末に開かれた理事会で田口のマネジメント能力についての審議と、本田一男理事長からの辞任勧告が行われた。これを受け、田口は同月30日付で専務理事を辞任した。

### 政治家として

#### 政治活動
1999年4月統一地方選挙浦和市議会議員選挙に無所属で出馬し、1万票を超える高得票でトップ当選。2001年5月さいたま市発足によりさいたま市議会議員となる。2003年4月、埼玉県議会議員に南11区（さいたま市緑区）から無所属で出馬し当選を果たした。浦和レッドダイヤモンズのサポーターを中心に支持があり、元Jリーグ選手の政治家として注目された。
政党には所属していない。旧浦和市・さいたま市議会議員時代は会派にも属さず無所属で活動。自治体を超えた埼玉県の地方議員の組織「地方主権をめざす埼玉自治体議員グループ」に参加。埼玉県議会では民主党の保守系議員と無所属議員によって結成された会派「地方主権の会」に所属して活動。2005年12月、民主党埼玉県連が「地方主権の会」と民主党の旧社会党系議員による会派「民主党議員団」の一本化の方針を示したため、「民主系議員」に括られることを嫌って「地方主権の会」を離団。無所属となる。2007年2月、次期統一地方選挙への不出馬を表明した。引退に際しての朝日新聞の取材に対し、「県とほぼ同じ権限を持つ政令指定都市選出の県議は存在意義が薄れていると感じた。選挙区や議員定数の見直しが必要」と語った。今後は政治活動経験を生かし教育問題に関わる活動や野外教育の拠点づくりを行うという。
2009年3月、さいたま市長選挙に無所属での立候補を検討していたが、同4月、「（現時点では）スポーツを通じての地元への貢献が私の本分」として出馬断念を表明した。

#### 政策
- 市議時代から「埼玉スタジアムを中心とした街づくり」を掲げている。
- 教育問題を取り上げ、スポーツ振興及びスポーツを核とした教育の充実を提案。
- 無駄な公共事業の削減や埼玉スタジアム以外の県の不採算事業からの撤退を主張。
- 中央一極集中に反対。地方分権の推進。
- 相川宗一さいたま市長（旧・浦和市長）、上田清司埼玉県知事の政策については概ね支持。

### その他
- 炭火焼肉店「田の十」、フットサル場「ジョモニスタ」を経営。
- 野外活動を通じた教育プログラム実践の為、埼玉県秩父市小鹿野町にキャンプ場「ジョモニックキャンプ場」を保有
- テレビ埼玉サッカー中継にて解説を担当。

## トラブル
1991年、審判への暴行
1991年10月16日、西が丘サッカー場で行われたコニカカップ予選リーグA組第4節、読売クラブ戦において、読売の戸塚哲也の得点がオフサイドだったと主張し、主審の塩屋園文一と線審に対し猛烈に抗議。その際に二度に渡って審判を突き飛ばした暴力行為 が問題となり、同年10月17日から翌1992年10月16日までの1年間公式戦出場停止処分を受けた。
1993年、G大阪戦
1993年7月7日、Jリーグ・サントリーシリーズ第7節、ガンバ大阪戦でG大阪のGK本並健治とゴール前で激しく接触。この際に本並の腹部を蹴りあげて腎臓を破裂させ 全治6か月の重傷を負わせた。後に広島側が映像を確認し不可抗力の事故と報告された。
1995年、サポーターへの暴行
1995年9月23日の名古屋グランパス戦終了後の午後9時頃、浦和市内の飲食店でサポーター男性に暴行を加え全治数日間の怪我を負わせた。男性をはじめとしたサポーターから自身のプレーを批判されたことに対して不満が募ったことが犯行動機だった。
この事件に対する浦和の対応は遅れ、9月27日の鹿島アントラーズ戦にて事件の当事者である田口に処分を下さず、遠征メンバーに帯同させていた。同日の夕刊にて事件報道がされるとの情報がマスコミ関係者を通じて伝わると急遽Jリーグ常務の木之本興三と浦和GMの横山謙三が会見を開き田口の1995年シーズンの出場停止処分を発表した。同年10月3日に両者の話し合いが行われ田口が被害男性に謝罪し、男性との和解が成立したため刑事事件とは成らず。浦和は翌1997年1月まで残っていた田口との契約を解除。実質的に4ヶ月の謹慎処分とし、Jリーグ審判委員会もこれを追認した。

## 評価
現役時代は長身を生かした空中戦の強さやハードタックルに定評があり、当時のJリーグでプレーする日本人選手の中でも実力派の選手と評されていた。一方で直情径行な性格から選手への度重なるラフプレーや、暴力行為や示威行為を引き起こすなど、マイナスイメージが強い選手だった。

## 所属クラブ
- 高砂サッカー少年団
- 浦和市立岸中学校
- 1981年 - 1983年 : 浦和市立南高等学校
- 1985年[2] - 1988年 : 筑波大学
- 1989年 - 1992年 : 全日空サッカークラブ/横浜フリューゲルス
- 1993年 : サンフレッチェ広島
- 1994年 - 1998年 : 浦和レッドダイヤモンズ

## 引退後歴
- 1999年 - 2003年 : 浦和市議会議員/さいたま市議会議員
- 2001年 - 2004年 : 浦和レイナス/さいたまレイナス監督
- 2003年 - 2007年 : 埼玉県議会議員

## 個人成績
出典
| 国内大会個人成績 | 国内大会個人成績 | 国内大会個人成績 | 国内大会個人成績 | 国内大会個人成績 | 国内大会個人成績 | 国内大会個人成績 | 国内大会個人成績 | 国内大会個人成績 | 国内大会個人成績 | 国内大会個人成績 | 国内大会個人成績 |
| 年度             | クラブ           | 背番号           | リーグ           | リーグ戦         | リーグ戦         | リーグ杯         | リーグ杯         | オープン杯       | オープン杯       | 期間通算         | 期間通算         |
| 年度             | クラブ           | 背番号           | リーグ           | 出場             | 得点             | 出場             | 得点             | 出場             | 得点             | 出場             | 得点             |
| 日本             | 日本             | 日本             | 日本             | リーグ戦         | リーグ戦         | JSL杯/ナビスコ杯 | JSL杯/ナビスコ杯 | 天皇杯           | 天皇杯           | 期間通算         | 期間通算         |
| ---------------- | ---------------- | ---------------- | ---------------- | ---------------- | ---------------- | ---------------- | ---------------- | ---------------- | ---------------- | ---------------- | ---------------- |
| 1989-90          | 全日空           | 24               | JSL1部           | 20               | 1                | 3                | 0                | 4                | 0                | 27               | 1                |
| 1990-91          | 全日空           | 24               | JSL1部           | 18               | 1                | 4                | 0                | 2                | 1                | 24               | 2                |
| 1991-92          | 全日空           | 3                | JSL1部           | 5                | 0                | 1                | 0                | 0                | 0                | 6                | 0                |
| 1992             | 横浜F            | -                | J                | -                | -                | 0                | 0                | 1                | 0                | 1                | 0                |
| 1993             | 広島             | -                | J                | 6                | 0                | 0                | 0                | 0                | 0                | 6                | 0                |
| 1994             | 浦和             | -                | J                | 29               | 1                | 2                | 0                | 2                | 0                | 33               | 1                |
| 1995             | 浦和             | -                | J                | 36               | 4                | -                | -                | 0                | 0                | 36               | 4                |
| 1996             | 浦和             | -                | J                | 24               | 1                | 13               | 1                | 4                | 1                | 41               | 3                |
| 1997             | 浦和             | 3                | J                | 0                | 0                | 0                | 0                | 0                | 0                | 0                | 0                |
| 1998             | 浦和             | 24               | J                | 1                | 0                | 0                | 0                | 0                | 0                | 1                | 0                |
| 通算             | 日本             | 日本             | J                | 96               | 6                | 15               | 1                | 7                | 1                | 118              | 8                |
| 通算             | 日本             | 日本             | JSL1部           | 43               | 2                | 8                | 0                | 6                | 1                | 57               | 3                |
| 総通算           | 総通算           | 総通算           | 総通算           | 139              | 8                | 23               | 1                | 13               | 2                | 175              | 11               |

その他の公式戦
- 1990年
  - コニカカップ 2試合0得点
- 1991年
  - コニカカップ 4試合0得点

## 記録
- 日本代表初出場：1991年6月9日 対トッテナム・ホットスパー（イングランド）戦（国立競技場）
- Jリーグ初出場：1993年6月12日 対鹿島アントラーズ戦（愛媛県総合運動公園陸上競技場）
- Jリーグ初得点：1994年11月19日 対横浜マリノス戦（富山県総合運動公園陸上競技場）
- JSL（1部）初出場：1989年10月8日 対古河電工戦（三ツ沢球技場）
- JSL（1部）初得点：1989年11月23日 対フジタ工業戦（国立競技場）

## 代表歴
- 1984年 : 日本ユース代表（AFCユース選手権19841次予選出場）
- 1988年 : 日本B代表（AFCアジアカップ1988出場）
- 1990年 : 北京アジア大会日本代表選出
- 1991年 : 日本代表国際Cマッチ3試合0得点

## 監督成績
| 年度 | 所属    | クラブ           | リーグ戦 | リーグ戦 | リーグ戦 | リーグ戦 | リーグ戦 | リーグ戦 | カップ戦 | カップ戦 |
| 年度 | 所属    | クラブ           | 順位     | 試合     | 勝点     | 勝利     | 引分     | 敗戦     | リーグ杯 | 皇后杯   |
| ---- | ------- | ---------------- | -------- | -------- | -------- | -------- | -------- | -------- | -------- | -------- |
| 2001 | L・東   | 浦和レイナス     | 5位      | 8        | 13       | 4        | 1        | 3        | －       | 準々決勝 |
| 2001 | L・下位 | 浦和レイナス     | 5位      | 5        | 12       | 4        | 0        | 1        | －       | 準々決勝 |
| 2002 | L・東   | さいたまレイナス | 3位      | 5        | 10       | 3        | 1        | 1        | －       | 準決勝   |
| 2002 | L・上位 | さいたまレイナス | 3位      | 6        | 4        | 1        | 1        | 4        | －       | 準決勝   |
| 2003 | L・東   | さいたまレイナス | 4位      | 12       | 28       | 8        | 4        | 0        | －       | 準決勝   |
| 2003 | L・上位 | さいたまレイナス | 4位      | 10       | 16       | 5        | 1        | 4        | －       | 準決勝   |
| 2004 | L1      | さいたまレイナス | 優勝     | 14       | 36       | 11       | 3        | 0        | －       | 準優勝   |